# Vaski járás

A Vaski járás a Vologdai területen

A Vaskii járás (oroszul Вашкинский муниципальный район) Oroszország egyik járása a Vologdai területen. Székhelye Lipin Bor.

## Népesség
- 1989-ben 11 977 lakosa volt.
- 2002-ben 10 002 lakosa volt, akik főleg oroszok.
- 2010-ben 8 089 lakosa volt, melyből 7 816 orosz, 50 ukrán, 17 fehérorosz, 15 cigány, 10 azeri, 8 örmény, 8 tatár, 1 üzbég stb.